# Jacobo Árbenz
Juan Jacobo Árbenz Guzmán (n. 14 septembrie 1913, Quetzaltenango, Guatemala – d. 27 ianuarie 1971, Ciudad de México, Mexic) a fost un militar și un om politic guatemalez de origine elvețiană, ministru al apărării naționale (1944-1951) și președinte al Guatemalei (1951 1954). 
A aparținut grupului de soldați care au condus Revoluția Guatemaleză din 1944. El era cunoscut ca „soldatul poporului”. A fost ales președinte al Guatemalei la alegerile prezidențiale din 1950 și a preluat funcția la 15 martie 1951. Árbenz, în discursul său inaugural, a explicat că planul său de guvernare se bazează pe trei obiective fundamentale, primul fiind transformarea Guatemalei din o țară economică dependentă și semi-colonială într-o țară autosuficientă din punct de vedere economic, apoi transformarea Guatemalei, dintr-o țară înapoiată cu o economie predominant feudală, într-o țară modernă, cu economie de piață. La 27 iunie 1954 a fost răsturnat de o lovitură de stat condusă de guvernul Statelor Unite, la presiunea Companiei United Fruit și executată de CIA prin operațiunea PBSUCCESS, care l-a înlocuit cu o juntă militară; aceasta a livrat, în cele din urmă, puterea colonelului Carlos Castillo Armas. A fost acuzat că este comunist și că atacă interesele monopolurilor americane a fructelor   și a oligopolurilor agricole naționale, în principal prin reforma agrară, și că avea în cercul său intim de consilieri membri ai Partidului Guatemalez al Muncii. După lovitura de stat a trebuit să plece într-un exil chinuitor în Mexic unde s-a despărțit de soția și copiii săi, fiind supus la o campanie aprigă de defăimare orchestrată de CIA, urmarea fiind că fiica sa Arabella s-a sinucis la Bogotá, Columbia, în octombrie 1965. 
În cele din urmă, Jacobo Árbenz a murit în exil în Ciudad de México în 1971. 

## Biografie

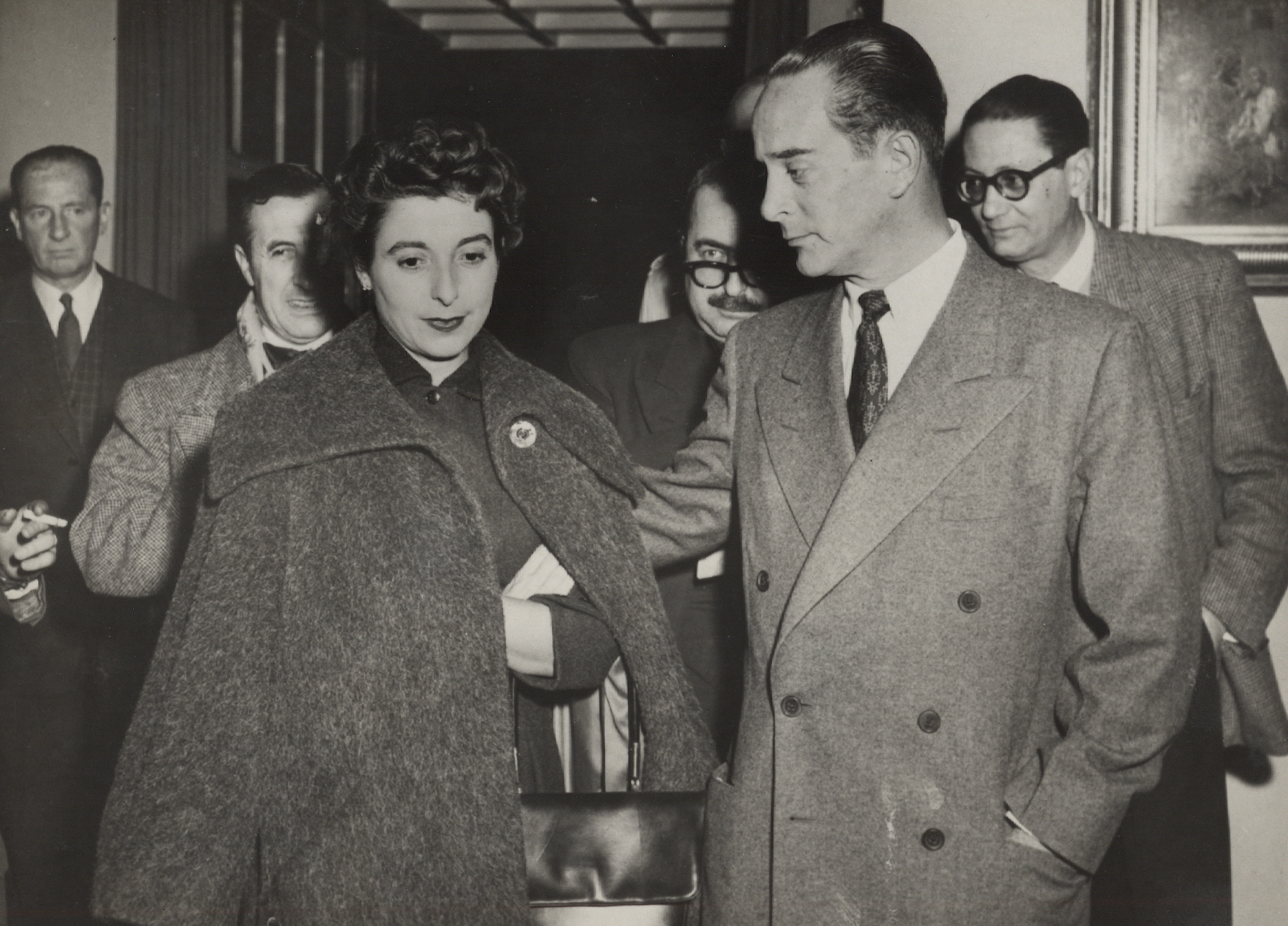
Jacobo Árbenz împreună cu soția sa, în 1955.

.Părinții săi au fost: Hans Jakob Arbenz Gröbli, un imigrant elvețian german și Octavia Guzmán Caballeros, o guatemaleză din comunitatea quetzaltecă. Tatăl său a ajuns în Guatemala în 1901 și avea o afacere de farmacie în orașul Quetzaltenango. Familia lui aparținea clasei superioare și era relativ bogată; Juan Jacobo a avut o soră mai mare, Anna Arabella și una mai mică, Octavia Silvia; copilăria sa a fost descrisă drept „satisfăcătoare”, dar afacerea familiei s-a prăbușit din cauza dependenței tatălui său de morfină. Acesta a trebuit să lucreze ca administrator al unei ferme mici, deținută de un imigrant german care locuia în zonă. 
Árbenz a studiat la liceul din Quetzaltenango, la școala María Bennett de Rölz. Își dorea să fie economist sau inginer, dar din moment ce familia nu mai avea bani, nu și-a mai putut permite să studieze la universitate. Existența unei burse pentru cadeții militari i-a deschis posibilitatea studierii la Școala Politehnică, unde a intrat  cadet în 1932, după ce a trecut examenele de admitere. 
Árbenz a ieșit în evidență în academia militară și a fost considerat „un student de excepție”. El a deținut funcția de „prim sergent” al Companiei Cavalerilor Cadet, ceea era considerată o mare onoare întrucât, între 1924 și 1944, doar șase cadeți au obținut-o. Abilitățile sale i-au câștigat un nivel neobișnuit de respect în rândul oficialilor școlii, inclusiv maiorul John Considine, directorul american de atunci al Școlii Politehnice. Árbenz a absolvit în 1935. 

În 1937, după absolvire, a fost chemat să funcționeze la Școala Politehnică ca instructor. În ceea ce privește oficiile sale de ofițer al armatei guatemaleze, a lucrat mai ales în Fortul San José Buena Vista, în Ciudad de Guatemala și în San Juan Sacatepéquez. Acolo a întâlnit condițiile dure de viață ale populației autohtone și modalitățile în care operațiunea forțată opera, cu indigenii fiind supuși. Nu numai că a trebuit să aibă grijă de echipajele indigenilor destinate muncii forțate în unele ferme, dar și de îngrijirea deținuților politici dedicate și acestui tip de muncă. 
Am avut două mari iubiri: Guatemala și María.  
 În 1938 a cunoscut-o pe María Cristina Vilanova, o femeie aparținând înaltei societăți din El Salvador. Un an mai târziu, când avea 26 de ani și ea avea 24 de ani, s-au căsătorit, deși părinții miresei s-au opus, pentru că au crezut că tânărul ofițer nu-i poate oferi aceeași calitate a vieții ca alți pretendenți. Au avut trei copii, Arabella, Leonora și Jacobo. În 1943, Árbenz ajunge căpitan și comandă compania de cavaleri cadeți. Era un oficial distins, descris ca un lider înnăscut. 
Árbenz a fost triumvir în Junta de Gobierno (Consiliul guvernamental), apoi a fost ministru al apărării în timpul guvernării lui Juan José Arévalo și, în cele din urmă, a fost președinte al Guatemalei din 1951 până în 1954.

## Membru al Juntei

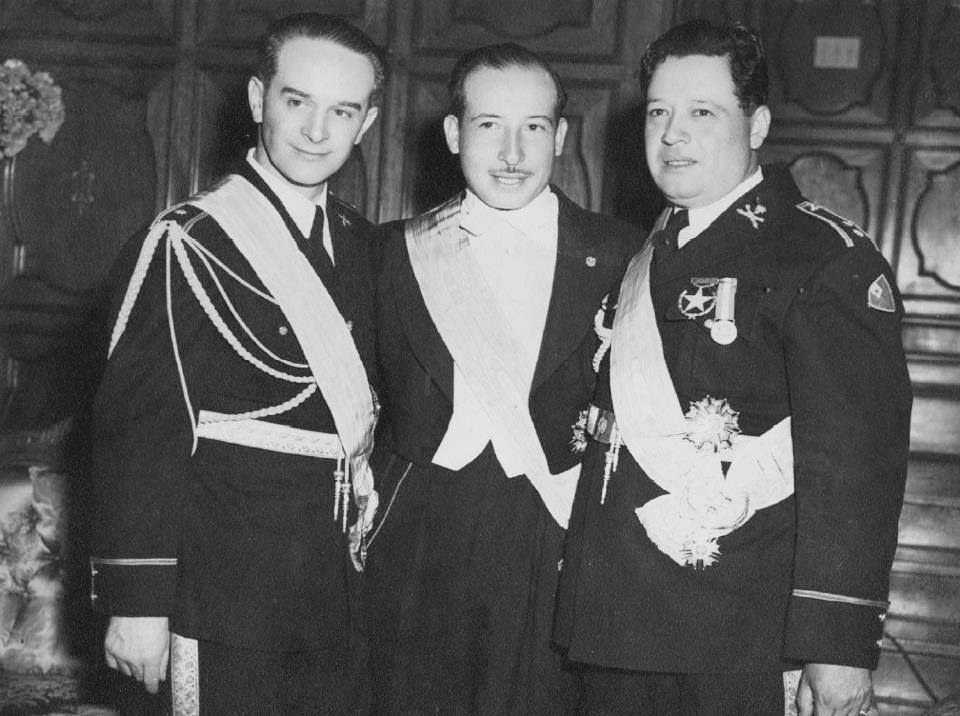
Membri ai Juntei în 1944.

După Revoluția din octombrie a anului 1944, odată cu răsturnarea lui Federico Ponce Vaides, succesorul lui Jorge Ubico Castañeda, căpitanul Jacobo Árbenz Guzmán, Jorge Toriello Garrido și maiorul Francisco Javier Arana au format Junta de Gobierno (Consiliul guvernamental). 
Consiliul a legiferat prin decrete care urmăreau o modernizare a statului. Una dintre cele mai importante măsuri pe care le-au luat în sfera juridică și politică a fost apelul la o Adunare constituantă pentru a pregăti o nouă Constituție, pentru care s-a organizat scrutin liber. Noua Constituție politică din 1945 includea: 
- Separația puterilor în stat
- Autonomia Universității din San Carlos de Guatemala
- Abolirea muncii forțate și a închisorii pentru datornici
- Recunoașterea statutului de cetățeană a femeii
- Acordarea dreptului de vot femeilor. Femeia analfabetă nu putea vota.
- Recunoașterea garanțiilor constituționale.

Aceste schimbări au fost direct împotriva politicilor guvernelor liberale. Triumviratul a convocat alegeri pentru desemnarea președintelui Republicii. Alegerile au avut loc în decembrie 1944, iar dr. Juan José Arévalo a câștigat. Guvernul Arévalo a fost consolidat și a condus destinele națiunii cu tovarăși insurgență. 

## Guvernul lui Juan José Arévalo

### Puterea judiciară
Guvernul Arévalo a încercat să schimbe structurile judiciare arhaice, consolidate prin menținerea vechilor practici de manipulare, supunere și formalism. Incorporarea rapidă a noilor drepturi, apariția unui Parlament legitim și dinamica revoluționară au generat tensiuni într-un sistem judiciar, probabil dispus să facă progrese, dar prins în viciile structurii sale coloniale. Crearea Codului Muncii a fost o realizare majoră, dar a arătat, în același timp, că sistemul judiciar avea probleme cu adaptarea la viteza schimbării. 

### Armata
Printre reformele care au fost puse în aplicare după căderea guvernului lui Ponce Vaides și care au încercat să consolideze Constituția din 1945, restructurarea armatei a avut o importanță deosebită: suspendarea generalatului, decretată încă din primele momente ale triumfului mișcării. revoluționare, a simbolizat această transformare, care a fost completată cu o preocupare pentru modernizarea, profesionalizarea și instituționalizarea Armatei. Pentru prima dată în istoria țării, o Constituție a acordat un capitol întreg și treisprezece articole despre subiectul armatei, stabilind un model care va fi reluat în constituțiile ulterioare. Norma constituțională a stabilit o reorganizare a armatei care era complexă și nu întotdeauna operativă: căuta să confirme autonomia funcțională care a fost conferită pentru prima dată. El a creat Consiliul Superior al Apărării Naționale, un organism de consultare și colegiu, format din 15 membri, unii prin alegeri și în cadrul cărora președintele Republicii nu a fost inclus, deși a fost considerat comandant șef al armatei. 
Pozițiile superioare și operaționale ale armatei au fost: 
- Șeful Statului Major General al Armatei: numit de Congresul Republicii la propunerea Consiliului Superior al Apărării Naționale
- Ministrul Apărării Naționale: Árbenz a fost ministru al Apărării în timpul guvernării Arévalo. El a fost primul ministru al acestui portofoliu, deoarece a fost numit anterior „Minister of War”. [21]

Între cei doi lideri, nu au fost generate puține rivalități pe parcursul celor zece ani ai Constituției din 1945, precum cele opuse de maiorul Francisco Javier Arana, șeful armatei și conducătorul de dreapta până la asasinarea sa în 1949 și colonelul Jacobo Árbenz Guzmán, Ministru al Apărării la acea vreme și lider de stânga. Pe de altă parte, conform unor interpretări, statutul juridic și structura organizatorică pe care Constituția din 1945 a recunoscut-o armatei au fost tocmai factorii care au determinat ca funcționarul să intre pe deplin în jocul politic. În acest sens, voturile pentru integrarea Consiliului Superior al Apărării Naționale și caracterul propriu al acestui organism, au promovat discuțiile pentru luarea deciziilor cu privire la politica militară pe care ar trebui să o adopte Armata din Guatemala și au transformat-o într-o instituție deliberativă.  În orice caz, potrivit Comisiei pentru clarificarea istorică care a evaluat situația din Guatemala la sfârșitul anilor 1990, „chiar dacă noul regulament ar fi putut contribui la creșterea ponderii politice a armatei din țară, schimbările care au avut loc în societatea din Guatemala și în contextul internațional în acei ani au generat printre mulți ofițeri sentimentul de greutatea lor politică în fața slăbiciunii statului și a restului organizațiilor partizane și sociale ». 

### Întâlnire inițială cu José Manuel Fortuny
În toamna anului 1947, opoziția lui Árbenz în calitate de ministru al Apărării la deportarea mai multor muncitori acuzați de comunism l-a intrigat pe fostul membru al Frontului Liberator Popular, José Manuel Fortuny, pentru neașteptatul acestui comportament și a decis să-l viziteze, descoperind în acel interviu „unui om altul decât stereotipul militarului din America Centrală”. Alții au urmat acea primă întâlnire până când Árbenz însuși l-a invitat pe Fortuny la el acasă, unde discuțiile și conversațiile au devenit obișnuite, de obicei durează ore întregi. La fel ca Árbenz, Fortuny s-a inspirat dintr-un naționalism acerb și o dorință arzătoare de a îmbunătăți soarta poporului guatemalean; ca Árbenz, el a căutat răspunsuri în teoria marxistă. A fost o relație comparabilă doar cu cea pe care aș fi avut-o cu María Vilanova; José Manuel Fortuny ar fi cel mai apropiat prieten al său. 

### Moartea colonelului Arana

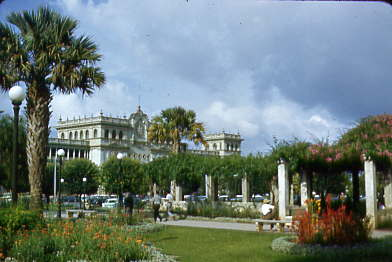
Așa arătau Parcul Central și Palatul Național din Guatemala în timpul guvernării colonelului Árbenz.

#### Situația anterioară
Prerogativele și beneficiile economice pe care le-au primit comandanții militari de la guvernele revoluționare, precum și măgulirea și interesul anumitor lideri politici de a-i apropia de pozițiile lor, au sporit ambițiile unora de a aborda puterea politică sau puterea economică, ceea ce a produs dezbinări și conflicte în cadrul armatei.  
În 1947, dr. Arévalo, în compania unui prieten și a doi dansatori ruși care vizitau Guatemala, a avut un accident de mașină pe drumul către Panajachel: a căzut în râpă și a fost rănit grav, în timp ce toți însoțitorii lui au murit. .    Liderii partidului oficial au semnat un pact cu locotenent-colonelul Arana, în care a promis să nu încerce nici o lovitură de stat împotriva președintelui convalescent în schimbul partidelor revoluționare care susțin Arana ca candidat oficial la alegerile următoare; Acesta a fost celebrul „Pact Barranco”.  Cu toate acestea, recuperarea președintelui robust a fost aproape miraculoasă și el ar putea în curând să preia din nou guvernul.   Arana a acceptat acest pact pentru că voia să fie cunoscut ca „erou democratic” al răscoalei împotriva lui Ponce și credea că „Pactul Ravinei” îi va garanta poziția când va veni momentul alegerilor pentru președinte . 
Arana era o persoană foarte influentă în guvernul Arévalo și reușise să fie nominalizat drept următorul candidat la președinție, înaintea căpitanului Árbenz, căruia i s-a spus că din cauza vârstei sale - doar 36 de ani la acel moment - nu ar avea probleme să-și aștepte rândul la următoarele alegeri. 

### Realizări
«Era spre prânz când, la 18 iulie 1949, mai mulți indivizi înarmați veneau cu toată viteza dinspre capitală, Ciudad de Guatemala, în două mașini. Aproape de un mic pod - Puente de la Gloria - l-au așteptat pe Francisco Arana, șeful Forțelor Armate. Nu a trebuit să aștepte mult. Când Arana și cei trei însoțitori s-au apropiat de pod, în capătul celălalt era un Dodge cenușiu; văzând că nu putea trece, colonelul a oprit mașina. A avut loc atunci un schimb de focuri în care șeful armatei a fost ucis. Nu s-a întreprins nicio anchetă privind asasinatul. Ucigașii nu au fost prinși niciodată.»  
 Moartea locotenentului colonel Francisco Javier Arana are o importanță critică în istoria țării, deoarece a fost un eveniment capital în istoria revoluției din Guatemala: moartea sa nu a deschis doar calea spre alegerea colonelului Jacobo Árbenz în funcția de președinte al Republicii în 1950 dar a provocat și o criză accentuată în guvernul Dr. Arévalo Bermejo, care s-a confruntat cu o armată fidelă maiorului Arana și grupuri civile de dreapta care au profitat de ocazie pentru a protesta puternic împotriva guvernului. 
În ziua de 18 iulie dimineața, Arana s-a prezentat la palatul prezidențial și i-a spus lui Arévalo pe un ton insolent și sarcastic că se va duce la El Morlón, reședința prezidențială de pe țărmurile lacului Amatitlán, pentru a confisca o mulțime de arme pe care Arévalo le ascunsese după ce autoritățile mexicane le-au confiscat de la un grup de exilați dominicani, inclusiv generalul Miguel Ángel Ramírez Alcántara, pe care guvernul guatemalez le dăduse ca să-l răstoarne pe Rafael Leónidas Trujillo. Armele fuseseră furate de la baza militară a portului San José și acum Arana urma să le confiște din reședința prezidențială. Istoricul Piero Gleijeses consideră că vizita lui Arana la Arévalo a fost „cea a unui om impulsiv a cărui răbdare a fost epuizată și că a mers la palat pentru a-și arăta puterea și a-l grăbi pe președintele umilit să îndeplinească rapid ultimatul”. Dar, în loc să-l intimideze pe Arévalo, tot ce a obținut a fost că acesta a știut unde va fi Arana și a țesut un plan pentru a-l captura și exila; Arévalo i-a sugerat lui Arana să-l ia pe colonelul Felipe Antonio Girón - șeful gărzii prezidențiale - ceea ce i-a confirmat lui Arana triumful aparent și că Arévalo și Árbenz nu îl vor înfrunta niciodată. 
Arévalo l-a chemat pe Árbenz pentru a se ocupa de situație și a trimis mai mulți bărbați înarmați, care au plecat din capitală în două mașini sub ordinul șefului poliției, locotenent-colonelul Enrique Blanco împreună cu fostul deputat PAR, Alfonso Martínez, un ofițer pensionat și prieten al lui Árbenz. Când Arana a ajuns pe podul La Gloria, un Dodge cenușiu era oprit la capăt,  împiedicând trecerea. După un scurt schimb de focuri, au rămas la fața locului trei morți: Arana, asistentul său - maiorul Absalón Peralta - și locotenent-colonelul Blanco.  Martorii oculari nu au indicat niciodată pe declanșatorul împușcăturilor și dacă intenția ar fi fost să-l captureze pe Arana așa cum era planificat. 

### Urmări
La auzul veștii morții sale, Guardia de Onor a pus mâna pe arme și astfel au început luptele în oraș, care au durat douăzeci și patru de ore în timp ce restul țării aștepta rezultatul. Deși părea că araniștii vor avea succes pe 18 iulie, nu și-au atins obiectivul, deoarece le lipsea un lider care să îi direcționeze împotriva forțelor loiale președintelui conduse de Árbenz, care a dovedit mult sânge rece și abilitate militară. Colonelul Carlos Castillo Armas, unul dintre principalii colaboratori ai lui Arana, a fost la Mazatenango urmărind alegerile pentru CSD și nu a îndrăznit să se întoarcă, în timp ce comandantul Gărzii de Onoare, colonelul Juan Francisco Oliva, a fost arestat în Ministerul Apărării, unde Árbenz îl sunase la mai puțin de o oră după moartea lui Arana. 
Până în zorii zilei de 19 iulie, guvernul a luat inițiativa: colonelul Cosenza l-a arestat pe Altolaguirre Ubico în Forțele Aeriene și numeroși civili au luat armele din depozitele fortului Matamoros și o mică cazarmă pe care Árbenz o luase în timpul nopții. Loialiștii guvernului au asediat Garda de Onoare, care a fost atacată și de forța aeriană, cu bombe învechite care adesea nu au reușit să explodeze; în cele din urmă, cazarma s-a predat și lupta s-a încheiat cu un sold de o sută cincizeci de morți și mai mult de două sute de răniți. Versiunea oficială - propusă de Arévalo și impusă de acesta miniștrilor săi, inclusiv Árbenz - a fost că membrii reacționari ai societății din Guatemala au fost vinovați de moartea colonelului Arana, lucru pe care mulți guatemalezi nu l-au crezut de la bun început, pentru că se știa că Martinez era rănit și că era necondiționat de partea lui Árbenz; acest lucru a dat naștere zvonurilor unui complot pentru a-l asasina pe colonelul Arana, zvonuri care au persistat până în prezent și care îl inculpează direct pe Árbenz să fie responsabil pentru moartea unui rival care ar fi „furat proeminență” .  După cum spunea Ricardo Barrios Peña într-un interviu cu Piero Gleijeses, Arévalo ar fi făcut-o intenționat să transfere toată vina pe Árbenz. 
Ministrul educației, Carlos Manuel Pellecer (care a fost descoperit în 1992 ca agent CIA), într-o demonstrație în sprijinul guvernului, a respins versiunea oficială și a menționat lovitura de stat pe care Arana a încercat-o; imediat, guvernul arevalist a respins declarațiile lui Pellecer și l-a îndepărtat din funcția sa oficială. 
Árbenz a ajuns la putere după câștigarea alegerilor care au avut loc în 1950; el a fost susținut de partidele  Reînnoirii Naționale și ale Acțiunii Revoluționare din Capitală și de Partidul Integrării Naționale din Quetzaltenango. Muncitorii, țăranii, profesorii și studenții i-au oferit tot sprijinul lor.  
Pentru campania electorală din 1950, Árbenz i-a cerut lui Fortuny să scrie câteva discursuri; tema centrală a acestora a fost reforma agrară. Unul dintre candidații opoziției a fost generalul Miguel Ydígoras Fuentes. După victoria confortabilă a partidului oficial, opoziția a susținut că au existat numeroase manipulări ale guvernului Juan José Arévalo, care a pus la dispoziția candidatului oficial resurse considerabile, dar rezultatul a rămas același. Ydígoras Fuentes, nemulțumit de înfrângere, s-a dus la Ambasada Statelor Unite în El Salvador la 10 ianuarie 1951 și s-a prezentat în fața secretarului de afaceri al acelei ambasade, William Wieland, spunându-i că Arévalo era comunist; Wieland l-a întrerupt în acel moment și a pus capăt întâlnirii spunând: „Mulțumiri, generale, pentru această vizită plăcută și informativă”. Câteva săptămâni mai târziu, unii colaboratori ai lui Ydígoras l-au vizitat pe Anastasio Somoza, președintele Nicaraguei, căruia i s-a spus că au deja armata și armele necesare pentru răsturnarea lui Arévalo la 28 februarie 1951, dar că aveau nevoie de bani. Somoza le-a spus să-l salute pe Ydígoras din partea sa, dar nu le-a dat nimic, pentru că nu credea că la acea vreme armata din Guatemala era dispusă să sprijine o lovitură de stat. 
Pe de altă parte, Árbenz și Fortuny au împărțit victoria confortabilă la alegerile de la sfârșitul anilor 1950 și, de acum încolo, sarcinile guvernamentale. În timp ce mulți dintre liderii coaliției de guvernământ au contestat apropierea de președinte, liderii Partidului Muncii din Guatemala, și în special Fortuny, au fost cei mai apropiați consilieri ai lui Árbenz și au constituit cabinetul său privat. 

## Guvernul lui Jacobo Árbenz

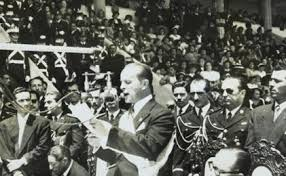
Investirea lui Árbenz Guzmán în calitatea de președinte al Guatemalei în „ Estadio de la Revolución (acum Stadionul Doroteo Guamuch Flores)” în 1951.

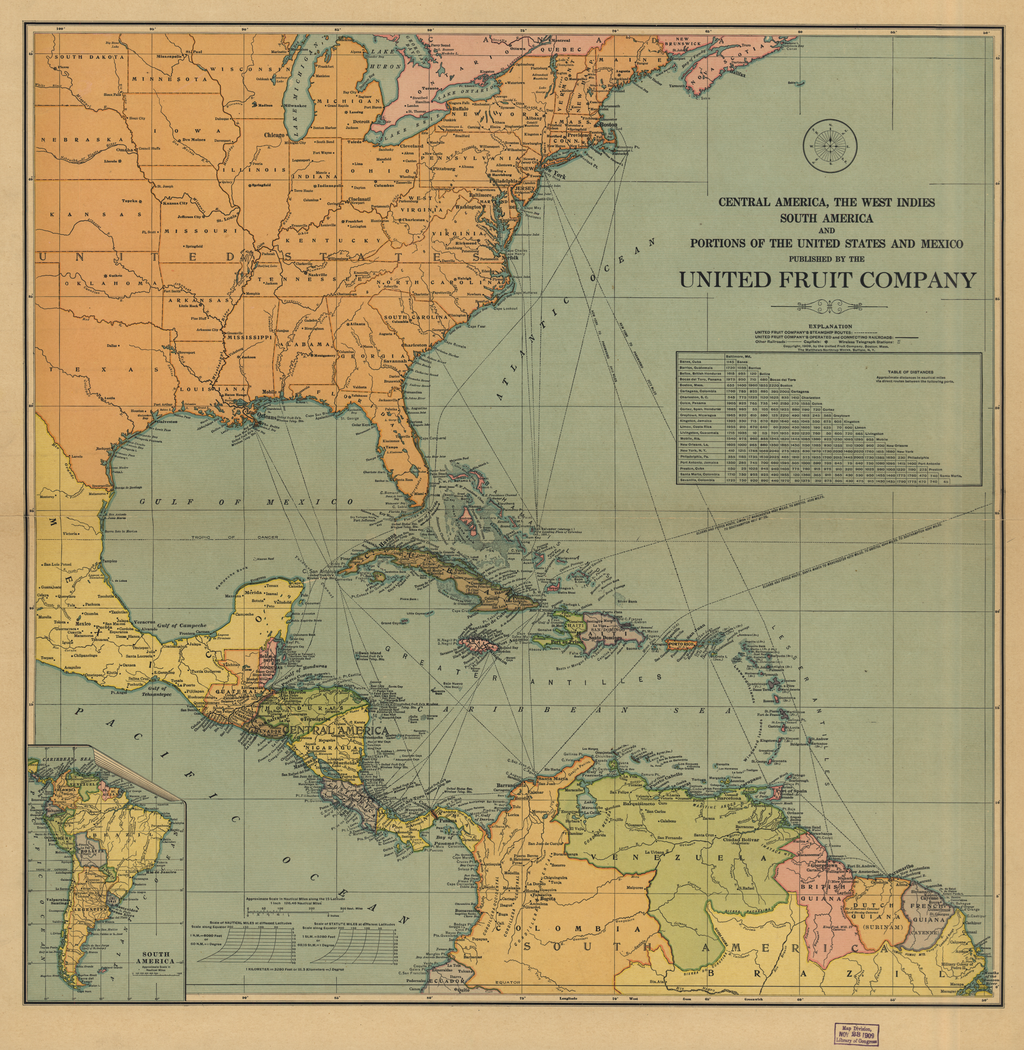
Harta rutelor „Flotei Albe” a Companiei United Fruit, care avea monopolul asupra transportului de mărfuri și pasageri către și dinspre Puerto Barrios în Guatemala.

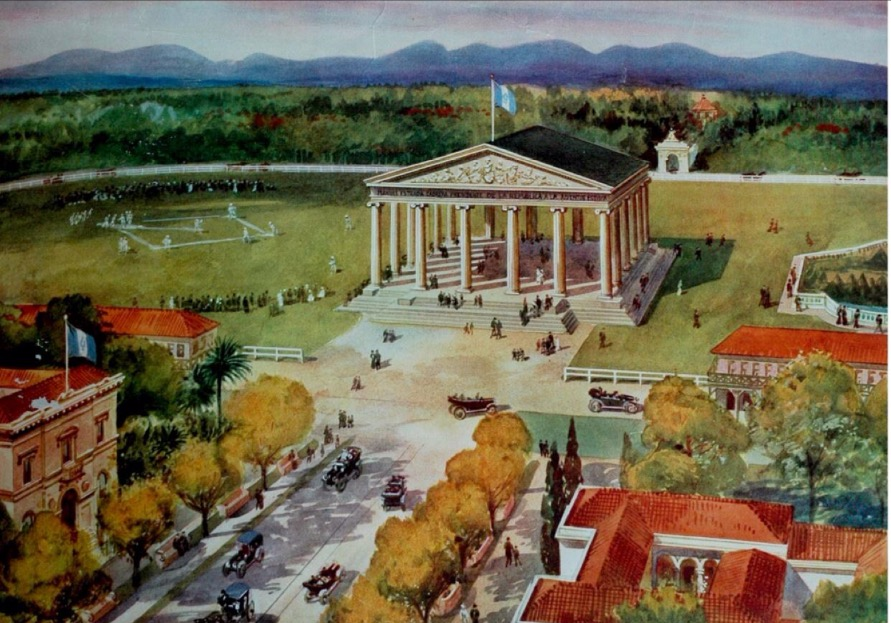
în 1953, în semn de repudiere pentru concesiile făcute de guvernul lui Manuel Estrada Cabrera către Compania Harta rutelor „Flotei Albe” a Companiei United Fruit, care avea monopolul asupra transportului de mărfuri și pasageri către și dinspre Puerto Barrios în Guatemala.United Fruit,, guvernul arbencist a trimis să dinamiteze Templul Minervei pe care Estrada Cabrera a construit-o pe Hipodromul del Norte pentru a sărbători Festivitățile Minervalias în onoarea Tineretului Studios.

Când Arbenz și-a început guvernarea, guatemalienii păreau sortiți să nu prospere. În 1950, 76% dintre locuitori dețineau mai puțin de 10% din pământ; în timp ce 22% au controlat 70%.  Compania de fructe unite (UFCO) deținea mai mult de 50% din terenurile cultivabile ale țării, din care doar 2,6% au fost cultivate; iar țăranii aveau salarii mizerabile. Pe de altă parte, din guvernul lui Manuel Estrada Cabrera au existat monopoluri nord-americane ale companiilor subsidiare ale UFCO și care au fost dedicate transportului de marfă pe calea ferată și vapori, cele care au părăsit Puerto Barrios, Izabal, port controlat de fructe. De asemenea, au controlat generarea de electricitate, telefoane și telegrafe în țară. Aceste companii nu au plătit niciun fel de impozit pentru utilizarea resurselor naționale, datorită concesiunilor generoase acordate de Estrada Cabrera și ratificate de guvernele lui José María Orellana și Jorge Ubico .  Chiar și Ubico ar fi adoptat legi care permiteau proprietarilor de terenuri să pedepsească sever și chiar să-și execute coloniștii. 
Árbenz a spus în discursul său inițial:«Guvernul nostru își propune să demareze dezvoltarea economică a  Guatemalei, având trei obiective fundamentale: țara noastră să devină, din dependentă și semicolonială,    economic independentă; să devină, dintr-o țară înapoiată și feudală, una  modernă și capitalistă; și să facem acest lucru în așa fel încât să ducă la cea mai mare creștere posibilă a nivelului de trai al maselor populare.»
 Conform planului său de guvernare, Árbenz a luat următoarele măsuri: 
1. El a prezentat Congresului inițiativa Legii reformei agrare, care a fost promulgată de Congresul Republicii, prin Decretul 900, pentru exproprierea terenului inactiv al United Fruit Company.
2. El a început construcția drumului care duce de la Ciudad de Guatemala la Atlantic, care îi poartă numele din 2012, prin decretul președintelui Álvaro Colom .
3. Construcția portului Santo Tomas de Castilla, unde se afla portul Matías de Gálvez, a început să concureze cu Puerto Barrios, port controlat de United Fruit Company.
4. A început studiile pentru fabrica de generație Jurún Marinalá, pentru a concura cu compania electrică Electric Bond and Share Company, deținută de United Fruit Company[42].

Cu toate acestea, tensiunile politice și polarizarea ideologică au fost exacerbate în timpul mandatului său. Reformele pe care guvernul său le-a derulat, în mod fundamental reforma agrară de succes, au sporit polarizarea ideologică și lupta politică internă, într-un cadru internațional încărcat tot mai mult de tensiunile confruntării Est-Vest în așa numitul Război Rece. În acest context, divizarea și radicalizarea revoluționarilor a fost, de asemenea, crescută, stimulată de eterogenitatea lor politico-socială. Pe de altă parte, sistemul judiciar a avut deja probleme de adaptare la viteza schimbării inițiate de reformele lui Arévalo, care au devenit și mai evidente și mai grave din cauza conflictelor generate de reforma agrară promovată de Árbenz, întrucât acest lucru a afectat interese economice, sociale și politice la scară largă, doar 22% din populație deținând 70% din terenul arabil. 

### Cabinetul Árbenz
Membrii cabinetului său au fost: 
- Ministrul Agriculturii: Nicolás Brol, un bogat proprietar de terenuri din Quetzaltenango și prieten personal al președintelui. Numirea lui a fost sărbătorită de elita din Guatemala care și-a văzut reprezentantul în el; cu toate acestea, Brol a fost loial politicilor reformiste ale guvernului, deoarece a considerat că acestea favorizează dezvoltarea capitalismului în țar [50].
- Ministrul Economiei: Roberto Fanjul, un comerciant prosper al quetzaltec. Despre el, oficialii ambasadei Statelor Unite spuneau că era un om de succes și un anticomunist recunoscut, care a reînviat speranța îmbunătățirii relațiilor dintre guvern și elită. Dar Fanjul, ca și Brol, a rămas fidel președintelui; Fanjul, chiar, a fost cel care a trimis Decretul 900 de reformă agrară la congres în 1952, ceea ce l-a lăsat într-o poziție precară cu elita din Guatemala, care a început să-l trateze drept „trădător” și „imbecil”[51].
- Ministrul Sănătății Publice: Julio Domingo Bianchi Smout, un medic renumit din Guatemala care a făcut parte din conducerea Partidului Unionist care l-a răsturnat pe președintele Manuel Estrada Cabrera în 1920[52] și a fost, de asemenea, unul dintre semnatarii Cartei 311 cu care Președintele Jorge Ubico a fost obligat să ia decizia de a demisiona ca președinte în 1944[53].
- Ministrul afacerilor externe: Luis Cardoza y Aragón[51].

### Educația
În 1944, treisprezece centre oficiale de învățământ secundar și normal au funcționat la care au participat 1861 de studenți. În 1954, numărul școlilor a crescut la douăzeci și două, iar studenții au crescut la 7098, cu o creștere de 281%. Aceasta a dus la o creștere considerabilă a pregătirii cadrelor didactice, iar numărul solicitanților care urmau să intre la Universitate a crescut și el fără precedent. 
În timpul mandatului prezidențial al lui Jacobo Árbenz, a fost urmată aceeași tendință educațională ca și în guvernul Arévalo. În timpul guvernării sale, educația rurală și alfabetizarea și învățământul secundar au fost mult crescute. Planul inițial al Școlii Rurale Normale a fost extins odată cu regionalizarea școlilor rurale, dintre care șase au fost fondate în direcții diferite ale țării. Postulatele pedagogice ale revoluției au rămas în vigoare timp de zece ani, iar educația a primit un caracter democratic de la grădinițe la Universitate; a apărut jurnalismul școlar și autoguvernarea, iar asociațiile studenților au devenit răspândite în toate școlile secundare. Proiectul Legii Organice din 1952 a instalat un sistem educațional modern în conformitate cu realitatea pedagogică a țării, dar acest statut nu era respectat peste tot. 
Educația și-a menținut caracterul laic, gratuit și obligatoriu până la atingerea unui minim de școlarizare. Centrele de îngrijire a copilului s-au înmulțit și copiii orfani și fără adăpost au fost tratați în sisteme moderne. Cadrelor didactice li s-a permis organizarea sindicală, iar STEG a fost fondată - Uniunea Lucrătorilor din Educație din Guatemala. STEG a avut drept contrapartidă Colegiului Profesorilor, care s-a opus total sindicalizării. Liderul superior al STEG a fost profesorul Víctor Manuel Gutiérrez Garvín - membru al Partidului Laburist guatemalez de atunci , cu orientare comunistă, deși nu era din linia prosovietică stalinistă a liderilor PGT. Capacitatea de conducere a managerilor săi a permis STEG să devină cea mai puternică organizație sindicală a perioadei și că abordările sale erau esențial politice. 
În 1953 au absolvit patru sute patruzeci de cadre didactice de învățământ primar urban și douăzeci și șapte de educație rurală, cifre care, în comparație cu cele o sută șaptezeci de profesori care au absolvit în 1944, reprezintă o creștere de 147%. Atât guvernul Arévalo, cât și Árbenz au căutat o soluție treptată la lipsa cadrelor didactice din țară și au început să pună accent pe pregătirea profesorilor din mediul rural. 
Începând cu 1953, au fost create școli pre-profesionale, de natură experimentală. 
Odată cu venirea la putere a contrarrevoluției din iunie 1954, aproape toate organizațiile sindicale au fost interzise, în conformitate cu Decretul nr. 21 din 16 iulie 1954. Câțiva lideri sindicali au fost închiși, alții au fost expulzați din țară și peste trei mii de profesori au fost eliberați din funcțiile lor. Astfel, STEG dispare, deși statutul său juridic a rămas valabil, deoarece Eliberarea nu l-a lăsat fără efect. 

### Reforma agrară
"Țăranii nu sprijină opoziția. Ei sprijină guvernul, întrucât au fost seduși de reforma agrară și alte promisiuni. Desigur, există țărani inteligenți care înțeleg că promisiunile guvernului sunt doar amăgiri. Dar sunt doar câțiva. În împrejurările actuale, cei înstăriți trebuie să lupte cu arma în mână, dar aceștia nu o vor face niciodată. Membrii AGA sunt buni țintași, dar știu să tragă doar în rațe sălbatice și alte păsări inofensive; niciodată nu vor trage într-un om înarmat. Somoza le-a spus: "Vă dau arme, muniții și bani, voi găsiți oameni dispuși să lupte." Dar nici Miguel Ydígoras Fuentes, nici Carlos Castillo Armas, nici Córdova Cerna și nici Coronado Lira nu au fost în stare să găsească oameni dispuși să lupte."  

Harta sucursalelor feroviare dintre Guatemala și El Salvador, care erau deținute de Căile Ferate Internaționale din America Centrală, o filială a United Fruit Company care controla calea ferată din ambele țări, în timp ce singurul port din Atlantic era controlat de Marea Flotă Albă, marină comercială deținută tot de United Fruit Company.

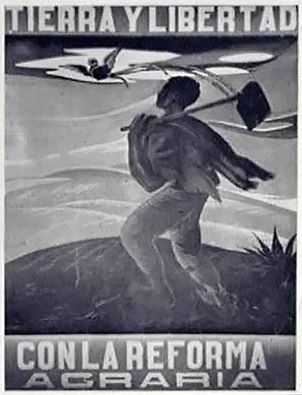
Afiș promoțional al reformei agrare din Guatemala.

La 31 mai 1952, după ce a aflat prevederile reformei agrare, influentul jurnalist Clemente Marroquín Rojas a scris în editorialul său că mulți dintre membrii claselor superioare  adepți ai lui Árbenz la alegerile din noiembrie, inclusiv Asturias și Beltranena erau siguri că Árbenz era un om de dreapta și că nu putea fi marxist pentru că era militar și căsătorit cu o doamnă a societății asociate cu capitalismul și cu „la buena vida”; Marroquín Rojas a explicat în acel editorial că l-a cunoscut pe adevăratul Árbenz la ședințele consiliului de miniștri al președintelui Juan José Arévalo: un om care i-a inspirat o mare apreciere personală, dar a fost ferm în convingerile sale extremiste până la răsturnarea sa. În cele din urmă, el a indicat că nu există nicio posibilitate de compromis între guvernul Árbenz și elitele din Guatemala. În editorialul lui Marroquín Rojas era  definită și poziția elitei, care a înțeles că nu poate accesa puterea prin mijloace democratice. 
La 17 iunie 1952, guvernul Árbenz a aprobat Decretul 900 sau „Legea Reformei Agrare”. 
Fermele mai mici de nouăzeci de hectare nu au fost afectate de lege și nici cele de mai puțin de două sute de hectare care au fost cultivate, cel puțin două treimi. Nici proprietățile mari productive, indiferent de dimensiunea lor; dar prin interzicerea colonatului și a împărțirii, s-au făcut încercări de a forța proprietarii de terenuri să investească în salarii. Pe parcursul celor 18 luni de reformă agrară, au fost distribuite între 603 și 615 hectare de teren privat, ceea ce a reprezentat 10% din totalul proprietăților menționate; 280   000 de hectare de terenuri naționale; și credite au fost acordate pentru a sprijini producția. Compania de banane United Fruit Company, care păstra 85% din 220.000 de hectare necultivate, 156 au fost expropriate   000 de hectare; adică 64% din suprafața sa.  Proprietarii de terenuri afectați au primit o plată în obligațiuni de stat, în funcție de valoarea fiscală a proprietății raportate în ultimii trei ani - în general, cifrele subestimate drastic de către ei înșiși pentru a reduce plata impozitului către trezorerie - cu o taxă dobândă anuală de 3%. Până în 1954, beneficiau de peste 138000 de familii de țărani, dintre care marea majoritate erau indigene, care s-ar putea traduce în jumătate de milion de oameni, pentru o țară care avea trei milioane de locuitori. Mai mult de jumătate dintre beneficiari au obținut credite agricole. 
Aplicarea programului menționat anterior a reprezentat o provocare puternică pentru structura tradițională a puterii în mediul rural, nu numai datorită restructurării funcției de teren, ci pentru că Legea reformei agrare a promovat organizarea comitetelor locale agrare în fiecare fermă, favorizând ca să fie create structuri de putere locale alternative. Reforma a fost canalizată prin aceste comitete, al căror număr până în decembrie 1953 a fost 1496. Mulți au fost influențați de Partidul Comunist al Muncii dinGuatemala (PGT), deși și-au dobândit propria dinamică în sferele locale. Unii au devenit forumuri active de participare democratică într-o perioadă caracterizată printr-o mare efervescență politică; altele au devenit spații de conflict și corupție. 
Cu toate acestea, au existat numeroase probleme cu reforma agrară: Deși promotorii intenționau să înstrăineze doar terenurile inactive ale fermelor mari, în multe regiuni comunitățile au încercat să rezolve vechile conflicte locale prin intermediul acesteia. De asemenea, au existat plângeri și ocupări de terenuri neafectate, precum și cazuri de nereguli în distribuirea parcelei. Episoadele de această natură au fost consecința, printre alte motive, a informațiilor deficiente care existau asupra legii, a înțelegerii sau interpretării ei eronate de către țărănime, a lipsei de experiență a organizației țărănești incipiente și a politizării procesului în întreg.  
La tensiunile pe care Reforma Agrară le-a dezlănțuit trebuie adăugate problemele care decurg dintr-un sistem judiciar incapabil să aplice legea și să rezolve conflictele care decurg din aplicarea acesteia: conflictele dintre diferitele sectoare au atins punctul culminant într-o confruntare între Executiv și Curtea Supremă de Justiție; confruntarea s-a produs din cauza unui recurs pentru amparo pe care Curtea Supremă de Justiție l-a acceptat în cele din urmă și care a dus la demiterea acesteia de către Congres. 
În sfârșit, opoziția, compusă în principal din proprietarii de terenuri din Guatemala și executivi ai United Fruit Company, a fost complet împotriva Revoluției și a reformelor promovate de guvernul lui Juan José Arévalo și Árbenz.  După alegerea lui Árbenz în 1950, elita din Guatemala a sperat că va inversa măsurile impuse de președintele Arévalo, pe care l-au numit comunist; imaginea lui Árbenz îi convinsese de acest lucru: colonelul din Guatemala era căsătorit cu María Cristina Vilanova, o doamnă a celei mai înalte societăți salvadoriene, era ofițer de armată, locuia într-un conac din zona 10 din Ciudad de Guatemala și avea fizionomie aristocratică. Însă speranțele lor au fost frustrate atunci când Árbenz a sprijinit organizarea Partidului Comunist Muncitoresc  din Guatemala și apoi a promovat Decretul 900. Având în vedere această situație, singura motivație clară a adversarilor a fost apărarea neobosită a privilegiilor de care se bucuraseră până atunci în Guatemala și a ridicat drapelul anticomunismului pentru a-și justifica lupta, începând o intensă campanie de discreditare a guvernului arbencist; jurnaliștii și intelectualii vremii, care nu susțineau anticomunismul în Guatemala, au indicat că este foarte ușor să se stabilească ce anume a nemulțumit opoziția, dar niciodată ce a propus, deoarece grupurile de opoziție nu aveau un program constructiv. sau pozitiv pentru țară. 
Decretul 900 a creat posibilitatea obținerii de culturi pentru lucrătorii de teren care nu avuseseră anterior pământ. De asemenea, efectul pe care această lege l-a avut pe piața factorilor de producție este similar cu cel care a avut loc în Europa după ciuma bubonică: după ciuma în care a murit o treime din populația Europei, numărul proprietarilor de terenuri a scăzut, ceea ce a eliberat multe dintre terenuri și a crescut oferta de terenuri, a scăzut prețul și a făcut achiziția mai accesibilă fermierilor. În același timp, mulți dintre țărani au murit și din cauza ciumei, astfel că forța de muncă a scăzut. Această schimbare a ofertei de lucrători a dus la mărirea salariilor. Efectele economice post-ciumă în Europa sunt foarte similare cu cele provocate de reforma agrară în Guatemala: în prima recoltă după punerea în aplicare a legii, venitul mediu al țăranului a crescut de la Q225,00 pe an la Q700 .00 anual. Unii analiști spun că condițiile din Guatemala s-au îmbunătățit după reformă și că a existat o „transformare completă a tehnologiei agricole ca urmare a scăderii ofertei de forță de muncă”. Creșterea nivelului de trai s-a produs și în Europa în secolul XV și, în același timp, au existat progrese tehnologice de mare amploare. Lipsa forței de muncă după ciumă a fost „mama invențiilor”. Beneficiile nu s-au limitat doar la clasa muncitorilor câmpului, ci au fost pentru prima dată de la guvernarea căpitanului general Rafael Carrera într-o poziție în care au fost tratați cu respect și demnitate. Au fost, de asemenea, creșteri ale consumului, producției și investițiilor private interne. Din partea sa, clasa de mijloc s-a bucurat de beneficii care i-au permis să progreseze și a fost fidelă guvernului lui Árbenz. 

### Construirea drumului către Atlantic și al Portului Santo Tomás de Castilla
Pentru a stabili infrastructura fizică indispensabilă pentru a face viabilă dezvoltarea capitalistă „independentă” și națională, care să permită ieșirea de sub dependența extremă față de Statele Unite ale Americii și spargerea monopolurile nord-americane care operau în Guatemala, transformând țara într-o enclavă bananieră, a început planificarea și începerea construcției drumului către Atlantic, care avea scopul de a concura pe piață cu monopolul transportului terestru exercitat de „la frutera” (United Fruit Company), printr-o altă filială a sa, Căile Ferate Internaționale din America Centrală (IRCA) care aveau concesiunea din 1904, acordată de Manuel Estrada Cabrera. Construirea șoselei către Atlantic a fost inițiată de Departamentul de Drumuri al Ministerului Comunicațiilor și Lucrărilor Publice, în colaborare cu batalionul de ingineri ai armatei. Era planificată să fie construită paralel cu linia de cale ferată, pe cât posibil. Aceeași funcție competitivă ar fi avut și construcția și funcționarea ulterioară a unui port național în Atlantic, numit Santo Tomás de Castilla, în concurență cu Puerto Barrios deținut de asemenea de United Fruit Company, monopolul din New Orleans . 
Modus-ul operandi al United Fruit Company în Guatemala a fost expus într-o conversație care apare în piesa Trenul galben de autorul guatemalez - fost și ministru al educației și ambasador al guvernelor revoluționare ale lui Juan José Arévalo și Jacobo Árbenz Guzmán - Manuel Galich. 

### Centrala Hidroelectrică NaționalăJurún Marinalá
border|140px|left La central Jurún Marinalá fue planificada durante el gobierno de Árbenz para competir con la generación de la Empresa Eléctrica de Guatemala, que en ese tiempo era de capital norteamericano y utilizaba petróleo extranjero en vez de los recursos naturales de Guatemala. Fue concluida durante el gobierno de Julio César Méndez Montenegro y se encuentra ubicada en la aldea Agua Blanca, interior de la finca El Salto, departamento de Escuintla, clasificada como una central de regulación diaria.

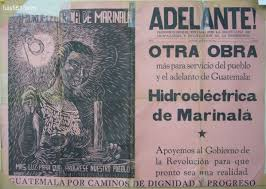
Afiș publicat de guvernul Árbenz pentru promovarea construcției centralei hidroelectrice Jurún Marinalá.

Centrala hidroelectrică Jurún Marinalá a fost planificată ca o primă centrală hidroelectrică națională care a concurat cu monopolul energetic al companiei electrice, o filială a obligațiunilor și acțiunilor electrice (EBASCO), care, fără a ține cont de nevoile naționale, nu a folosit resursele hidraulice ale țării, ci în schimb a generat energie cu instalațiile alimentate de combustibili importați, creând o o adevărată hemoragie valutară. Pentru dezvoltarea agriculturii și industriei în țară și, în general, pentru toate activitățile productive, a fost esențială, în contextul unui proiect de dezvoltare capitalistă, o creștere a producției de energie, creșterea capacității de generare, la costuri mai mici. 

### Mineritul
Compania minieră Huehuetenango a extras plumb din minele din San Miguel Acatán încă de la sfârșitul anilor 1940. Compania a fost membră a grupului minier Hoover, al cărui șef era Allan Hoover, fiul fostului președinte al Statelor Unite, Herbert Hoover. Allan Hoover a fost, de asemenea, președinte al companiei miniere din Guatemala, care a extras plumb în minele Caquipec, în municipiul San Juan Chamelco, Alta Verapaz. William Jolly Hill, vicepreședinte al companiei miniere Huehuetenango între 1949-1950, a semnat contractul dintre compania minieră și Ministerul Economiei, dând naștere Decretului Congresului Republicii 0760, publicat la 5 octombrie 1950, care reglementează exploatarea minelor din Guatemala. Printre capitaliștii din Guatemala, legați de mineritul Huehuetenango, s-a numărat Alejandro Arenales, avocat al familiilor de elită de proprietari de plantații de cafea  care a avea o relație strânsă cu Skinner Klee, o altă familie de avocați din Guatemala și producători de cafea și diplomați.                                                                              Exploatarea plumbului a devenit vitală pentru americani, care au anunțat un contract cu Huehuetenango Minera pentru 26250 de tone de lingouri de plumb de livrat pe cinci ani, începând cu 1954; contractul a stabilit o finanțare de patru sute de mii de dolari pentru extinderea instalațiilor miniere, prețul lirei de plumb fiind stabilit între 17 și 20 de cenți pe livră. 
La începutul anului 1954, instalațiile minei au luat foc, iar compania a trebuit să concedieze 700 de angajați; interesele puternice ale SUA au intervenit pentru a salva mina: după răsturnarea lui Árbenz, ambasada SUA în Guatemala și Departamentul de Stat au presat o bancă privată pentru a acorda un împrumut pentru trei sute paisprezece mii de dolari minei, aprobată la 10 februarie 1955. 

## Campanie anticomunistă și răsturnare

### Analiza guvernului Árbenz de către serviciile de informații americane
În 2003, Departamentul de Stat al Statelor Unite a declasificat un număr mare de documente legate de guvernul Árbenz. Într-unul din documente, este prezentat raportul pe care Agenția Națională de Informații a SUA l-a făcut despre guvernul din Guatemala în martie 1952. Iată principalele concluzii ale acestui document: 
1. Comuniștii aveau deja o influență puternică în Guatemala, mult mai mare decât ceea ce se putea aștepta de numărul lor mic de membri. Această situație politică din Guatemala a afectat interesele SUA în țară și a constituit o potențială amenințare asupra teritoriului Statelor Unite.
2. Comuniștii au avut succes politic pentru că s-au identificat cu principiile Revoluției din 1944 ; în acest fel au putut să se infiltreze în partidele politice și să preia controlul asupra sindicatelor, de care depindea tot mai mult guvernul.
3. Alianța politică dintre guvern și consilierii comuniști a fost foarte puternică, iar agenții americani nu au sesizat că există o opoziție efectivă.
4. Agenții americani au considerat în 1952 că evenimentele din următorii ani va depinde direct de modul în care a fost rezolvat conflictul dintre Guatemala și United Fruit Company, o consecință naturală a Revoluției din 1944 și că comuniștii au exagerat pentru propriile lor scopuri.
5. Dacă United Fruit Company ar fi cedat cerințelor guvernului Árbenz, acesta ar fi fost mult mai consolidat. Chiar, ar fi fost posibil să ajungem într-o situație în care guvernul și sindicatele, sub influență comunistă și susținute de un sentiment naționalist, ar fi început să presioneze alte companii americane, în special cea de la Căile Ferate[h].
6. Dacă United Fruit Company s-ar fi retras din Guatemala, situația economică a țării s-ar fi agravat. Cu toate acestea, agenții americani au considerat că acest lucru nu ar fi fost suficient pentru a produce instabilitate politică în 1952, dacă nu ar fi existat și o scădere a prețurilor pieței cafelei.
7. Orice slăbire a economiei sau a situației politice a țării ar fi servit la creșterea dependenței guvernului de sindicate, consecința fiind creșterea influenței comuniste. Cu toate acestea, s-a considerat puțin probabil ca comuniștii să preia puterea în 1952, inclusiv dacă președintele Árbenz nu ar fi putut continua la guvernare și succesorul său, Julio Estrada de la Hoz - președintele Congresului din Guatemala - ar fi fost favorabil comuniștilor.
8. Armata era fidelă președintelui guatemalez, deși era din ce în ce mai deranjată de influența comunistă. Dacă comuniștii ar fi vrut să preia puterea în țară, armata i-ar fi împiedicat[75].

Același raport a raportat că principalele bastioane anticomuniste din Guatemala au fost: 
- Ierarhia catolică: implacabil anticomunistă. Deși influența sa a fost considerabilă, biserica era subminată de numărul scăzut al preoților și de lipsa unui program social.
- Proprietarii de terenuri și proprietarii de mari afaceri: aceștia se bucurau de o perioadă de prosperitate la acea vreme, deși erau supărați de creșterea impozitelor și de costul forței de muncă. Cu toate acestea, până la data raportului - înainte de Decretul 900 - interesele lor nu fuseseră supuse unui atac direct.
- Uniunea puternică a lucrătorilor feroviari: această uniune nu a dorit să se alăture federației muncitorilor condusă de comuniști.
- Un număr considerabil de studenți și membri ai personalului didactic din Guatemala.
- Armata[76]

În cele din urmă, raportul prezintă criza pe care United Fruit Company de Fructe a avut-o în 1952, care, cu operațiuni mari în nouă țări din America Latină, domina la acea vreme producția de banane din Guatemala și singurul sistem eficient de transport intern: calea ferată. De asemenea, prin flota sa de comercianți, deținea un monopol virtual al transportului maritim din exporturile din Guatemala. El a deținut sau a închiriat terenuri mari în Guatemala și a fost al doilea angajator din țară, doar în spatele guvernului. Din aceste motive, prezența companiei a fost un spor pentru naționaliștii din Guatemala, deși a plătit cele mai bune salarii din țară. Potrivit agenților americani, când Revoluția din 1944 a eliberat Guatemala de guvernul liberal al lui Ponce Vaides, intenția era să se scape de colonialismul economic al United Fruit Company; guvernul s-a bazat pe sprijinul naționalistului împotriva companiei
În 1952, United Fruit Company era în criză în urma distrugerii principalelor plantații de către furtunile tropicale din septembrie 1951. Din cauza problemelor de muncă, compania a solicitat guvernului să-l asigure că nu vor exista creșteri viitoare ale costului forței de muncă înainte de a începe refacerea plantațiilor sale; dar guvernul din Guatemala a refuzat. Atunci, United Fruit Company a concediat patru mii din cei șapte mii de lucrători; dar, cu sprijinul guvernului, sindicatul - condus de comuniști - a cerut ca muncitorii să fie reîncadrați în funcțiile lor cu plata corespunzătoare a lunilor în care nu lucraseră. Tribunalul muncii s-a pronunțat în favoarea sindicatului, însă compania a refuzat să se conformeze deciziei sale și, ca urmare a contestării sale, guvernul a confiscat o parte din terenurile sale pentru a plăti angajații; această situație a fost soluționată în afara instanței la scurt timp după aceea. 

### Campania națională de pelerinaj catolic împotriva comunismului
Biserica Catolică, care avea o pondere ridicată a puterii în regiunea Americii Centrale în timpul perioadei coloniale, a pierdut-o treptat după emanciparea de Spania. În primul rând, a fost lupta liberalilor pentru a prelua puterea pe care conservatorii din Guatemala (inclusiv clerul); conservatorii și Biserica au pierdut multă putere în provinciile din America Centrală, dar Guatemala a rămas ultima fortăreață a acestora. După Revoluția Liberală, atacurile împotriva clerului major al Bisericii Catolice - principalul proprietar de pământ al Partidului Conservator - au crescut în Guatemala și a fost decretată educația laică, libertatea de cult, expulzarea majorității ordinelor religioase, eliminarea Zecimea obligatorie care fusese impusă în 1854 prin Concordatul din Guatemala din 1854 și exproprierea a numeroase proprietăți bisericești.  Această situație a fost menținută în timpul guvernelor liberale care au urmat, până la Revoluția din octombrie, în 1944, în care situația religioasă s-a agravat, întrucât gândul nu mai era doar economic împotriva Bisericii, ci asta este și religios, deoarece mulți revoluționari au început să se declare opuși oricărui tip de religie. 
Arhiepiscopul Guatemalei, Mariano Rossell y Arellano, care l-a sprijinit inițial pe Árbenz, în calitate de membri al elitei guatemaleze, și-a imaginat că urma să fie epurați comuniștii guvernului; dar după promulgarea Decretului 900, el s-a convins și a început să atace guvernul împreună cu membrii Asociației Agricultorilor din Guatemala (AGA).                                                                                             Folosind publicațiile sale Verbum și Acțiunea Socială Catolică, precum și predicile duminicale și chiar Frăția Hristosului Negru de Esquipulas <u>s</u>-a dedicat atacării comunismului ateu al regimului arbencist. Până în 1951, arhiepiscopul Mariano Rossell y Arellano a constatat că este urgent să se restabilească poziția Bisericii Catolice în Guatemala și, din acest motiv, s-a alăturat intereselor United Fruit Company și elitei din Guatemala pentru a răsturna guvernele revoluționare ale celor pe care îi numea atei și comuniști. După consacrarea Sanctuarului Esquipulas (1950), ca parte a campaniei de defăimare a guvernului Árbenz, el a ordonat ca sculptorul Julio Urruela Vásquez să sculpteze o replică a lui Hristos de Esquipulas, care a fost transferat în bronz în 1952 și convertit, anul următor, în simbol și etalon al campaniei de pelerinaj național împotriva comunismului. Acest Hristos a fost numit ulterior „Comandant șef” al forțelor Mișcării de Eliberare Națională în timpul invaziei din iunie 1954. 
La 4 aprilie 1954, Rossell Arellano a emis o scrisoare pastorală în care critica progresul comunismului și i-a chemat pe guatemalezi să se ridice și să lupte împotriva „dușmanului comun al lui Dumnezeu și al țării”. Această pastorală a fost distribuită în toată țara

### Sosirea lui John Peurifoy în Guatemala
John Peurifoy, agent anticomunist al Departamentului de Stat al SUA, trimis ca ambasador în 1954, după ce desfășurase acțiuni anticomuniste în Grecia. După lovitura de stat din iunie 1954, a fost trimis în Tailanda, unde a murit într-un accident de automobil.
 Între 1950 și 1955, în timpul guvernării generalului Eisenhower din Statele Unite, a fost efectuată o vânătoare de vrăjitoare împotriva comuniștilor, cunoscută sub numele de McCarthyism, care s-a caracterizat prin persecutarea unor oameni nevinovați pentru simple suspiciuni, cu acuzații nefondate, interogatorii, pierderea locurilor de muncă și refuzul pașaportului către suspecții de comunism, sau închiși. Aceste mecanisme de control social și de represiune în Statele Unite au fost foarte aproape de totalitarism și de metodele fasciste. 
Unul dintre personajele principale ale McCarthyismului a fost John Peurifoy, care a fost trimis ca ambasador al Statelor Unite în Guatemala, întrucât aceasta a fost prima țară din sfera influenței americane după al doilea război mondial care a inclus elemente comuniste deschis în guvernul său  A sosit din Grecia, unde a desfășurat deja o activitate anticomunistă considerabilă și s-a stabilit ca ambasador în noiembrie 1953; până atunci, Carlos Castillo Armas își organizase deja mica armată anti-revoluționară.                 După o lungă ședință, Peurifoy l-a lămurit pe președintele Árbenz că SUA sunt interesate doar să scoată elementele comuniste din guvernul său și după care a raportat Departamentului de Stat al SUA că „liderul guatemalez nu este comunist, ci că un lider comunist va veni cu siguranță după el ». 
În ianuarie 1954, revista Time a publicat un interviu cu John Peurifoy, în care oficialul american a declarat că opinia publică americană ar putea forța guvernul american să ia măsuri pentru a împiedica Guatemala să cadă în mâinile comunismului internațional, deoarece S.U.A. UU. nu puteau permite o republică sovietică între Texas și Canalul Panama. Această publicație a fost luată în Guatemala ca confirmare a faptului că Peurifoy a fost responsabil de un plan care vizează răsturnarea guvernului Árbenz, iar Marroquín Rojas a scris: „Ministrul nostru de externe a acceptat oficial explicațiile ambasadorului Peurifoy în revista Time. Dar domnul Osegueda știe că o revistă precum Time, publicată într-o țară în care minciunile sunt aspru pedepsite, nu ar falsifica cuvintele pe care le-a plasat atât de puternic în gura ambasadorului Peurifoy. Nu există nicio îndoială că Peurifoy a spus ce a tipărit Timpul și nu există nicio îndoială că el a exprimat opinia Casei Albe, a Congresului și a Pentagonului. Cum ar putea liderii din Guatemala să creadă că Statele Unite vor tolera un cuib de dușmani la ușa casei lor? Ar fi absurd. Vorbind despre suveranitatea noastră în acest moment este copilăresc, naiv. Germania, puternică, chiar dacă este învinsă, este încă ocupată, la fel și în Japonia - și vom fi și noi, săracii nebuni care nu produc arme pirotehnice, cu atât mai puțin muniția necesară pentru o apărare decentă... " 

### Lovitură de stat

PGT, fondat de José Manuel Fortuny în 1949, a atins o mare preponderență în timpul guvernului Árbenz

Compania fructifică a raportat o valoare scăzută a proprietăților sale înaintea trezoreriei din Guatemala, astfel că, atunci când a fost implementată reforma agrară, compensația oferită s-a bazat pe aceste informații și nu pe valoarea reală a proprietăților; Guvernul președintelui Dwight Eisenhower a considerat un ultraj că guvernul din Guatemala s-a bazat pe informațiile pe care UFCO le-a furnizat guvernului guatemalean pentru a oferi compensații și l-a informat pe Árbenz prin intermediul ambasadorului Peurifoy.  John Foster Dulles, secretar de stat și membru al consiliului de administrație al UFCO, a cerut de douăzeci și cinci de ori mai mult decât valoarea raportată - ceea ce a meritat cu adevărat terenul, dar că guvernul din Guatemala nu a fost informat să plătească doar Douăzeci și cinci din impozitele corespunzătoare.  În mod paradoxal, Jacobo Árbenz, acuzat de conspirație comunistă, nu s-a inspirat din activitatea lui Lenin, ci din cea a lui Abraham Lincoln pentru a promova reforma agrară prin Decretul 900, care avea ca scop modernizarea capitalismului în Guatemala și a fost mult mai moderat decât legile rurale din secolul XIX din Statele Unite. Cu toate acestea, directorii companiei United Fruit (UFCO) au lucrat intens în cercurile guvernului lui Harry S. Truman și al generalul Dwight Eisenhower pentru a-i face să creadă că colonelul Árbenz încerca să alinieze Guatemala cu Blocul sovietic. Ceea ce s-a întâmplat de fapt a fost că United Fruit era amenințată în interesele sale economice de reforma agrară a lui Árbenz, care a împărțit țăranilor un număr semnificativ de terenuri inactive, și de noul Cod al Muncii din Guatemala, care nu i-a mai permis să folosească forțele militare din Guatemala pentru a contracara cererile muncitorilor săi. Ca cel mai mare proprietar și patron al Guatemalei, Decretul 900 a dus la exproprierea a 40% din terenurile sale. Funcționarii guvernului american au avut puține dovezi despre creșterea amenințării comuniste în Guatemala, dar aveau în schimb o relație puternică cu conducerea United Fruit, ceea ce demonstra influența puternică pe care interesele corporative o aveau asupra politicii externe americane: 
- Secretarul de stat american, John Foster Dulles, era un inamic declarat al comunismului și un puternic meccarthist, iar firma sa de avocatură Sullivan și Cromwell reprezentaseră deja interesele United Fruit și a făcut negocieri cu guvernele din Guatemala[93];
- La rândul său, fratele său, Allen Dulles a fost directorul CIA și, de asemenea, membru al consiliului de administrație al United Fruit[i]. Împreună cu fratele său, el a fost pe statul de plată a United Fruit timp de 38 de ani[94].
- Fratele subsecretarului de stat pentru afaceri interamericane, John Moors Cabot, fusese președintele United Fruit.
- Ed Whitman, care era lobistul principal al United Fruit la guvernul american și era căsătorit cu secretara personal a președintelui Eisenhower, Ann C. Whitman[95].

Guvernul SUA l-a acuzat pe Árbenz de comunism pentru următoarele: 
1. A atacat interesele monopolurilor americane din Guatemala, îndepărtându-se de linia de guvernare cu care erau obișnuite aceste monopoluri din 1901, adică ale guvernelor Manuel Estrada Cabrera, José María Orellana, Lázaro Chacón și Jorge Ubico și care constau în folosirea armatei din Guatemala pentru a apăra interesele United Fruit și recurgând la mită pentru a-și menține privilegiile[42].
2. Membrii cercului său privat erau lideri ai Partidului Muncitoresc din Guatemala (PGT), care era de fapt partid comunist, inclusiv José Manuel Fortuny;
3. În ziua în care liderul sovietic Josef Stalin a murit, congresul Republicii Guatemala a păstrat un minut de tăcere[42].
4. Când a plecat din Guatemala, Árbenz s-a exilat en Cehoslovacia, în Uniunea Sovietică, în China și în Cuba, toate țări comuniste, întrucât nicio altă țară nu îndrăznea să-l primească..

La 19 februarie 1954, CIA începe operațiunea WASHTUB, un plan de plantare de arme sovietice false în Nicaragua, care ar demonstra legăturile Guatemalei cu Moscova. 
Cu sprijinul Statelor Unite, sub comanda colonelului Carlos Castillo Armas, care era exilat în Honduras, și a lui Juan Córdova Cerna, director al CIA pentru America Centrală, și cu Cristosul Negru din Esquipulas în funcția de căpitan general al cruciadei de eliberare, Invazia a început.

### Invazia
La ora 18:00, pe 18 iunie, forțele colonelului  Castillo Armas au trecut granița. Împărțiți în patru grupuri de aproximativ 480 de soldați, au intrat prin cinci puncte de-a lungul graniței cu Honduras și Salvador pentru a simula un număr mare de soldați pe un front larg și pentru a reduce posibilitatea ca întreaga trupă să coboare pe o singură cale nefavorabilă. În plus față de aceste trupe obișnuite, zece sabotori instruiți în Statele Unite au mers înainte să explodeze podurile cheie și să taie liniile de telegraf. Toate forțele de invazie au fost instruite să reducă la minim întâlnirile reale cu armata din Guatemala, în special pentru a evita deteriorarea imaginii armatei naționale împotriva invadatorilor. Întreaga desfășurare a invaziei a fost concepută în mod expres să semene panica, să dea impresia că deține forțe insurmontabile și să atragă populația și militarii de partea lor, mai degrabă decât să îi învingă. 
În timpul invaziei, propaganda radio pe care Lionel Sisniega Otero a transmis-o de la ambasada SUA a trimis false rapoarte despre forțe uriașe care s-au alăturat populației locale într-o revoluție populară. Dar aproape imediat, forțele Castillo Armas au eșuat complet: mersul pe jos și cu echipamentele grele nu au dat impresia că sunt o forță puternică. Acest lucru a slăbit impactul psihologic al invaziei inițiale, deoarece guatemalezii au înțeles că nu există niciun pericol imediat; în plus, unul dintre primele grupuri care și-a atins obiectivul - o sută douăzeci și doi de rebeli care intenționau să cucerească orașul Zacapa - a fost strivit de un mic contingent format din treizeci de soldați din armata din Guatemala și doar douăzeci și opt de rebeli au reușit să scape. 
O înfrângere majoră a suferit grupul de o sută șaptezeci de rebeli care și-au asumat sarcina de a cuceri orașul costier protejat Puerto Barrios: după ce șeful poliției a descoperit invadatorii, a armat rapid lucrătorii portului local și le-a atribuit roluri defensive; în câteva ore, aproape toți rebelii au fost uciși sau închiși, în timp ce restul au fugit înapoi în Honduras. După trei zile de presupusă invazie, două dintre cele patru grupuri ale loviturii de stat a lui Castillo au fost învinse. Încercând să-și recapete avântul, Castillo a ordonat un atac aerian asupra capitalei a doua zi, care a eșuat, deoarece un singur avion a reușit să bombardeze un tanc de petrol mic, creând un incendiu minor stins în douăzeci de minute. 
Au fost formate brigăzi de tineri comuniști care patrulau pe străzi noaptea și care au cerut fără succes guvernului livrarea de arme. 
După eșecurile rebeliunii, președintele Árbenz și-a trimis comandantul militar pentru a permite rebelilor să intre în țară, deoarece atât el, cât și principalul său comandant nu se temeau de armata rebelă, dar erau îngrijorați că, dacă vor fi striviți, vor da un pretext pentru o intervenție militară deschisă a SUA, așa cum amenințase deja ambasadorul Peurifoy.  
Clasa oficială, temătoare de atacul american, nu a vrut să contraatace și să învingă trupa lui Castillo decimată . Árbenz se temea că ofițerii lui intimidați vor fi de acord cu Castillo; ceea ce s-a confirmat când o întreagă garnizoană s-a predat lui Castillo câteva zile mai târziu în orașul Chiquimula; în sfârșit, la 27 iunie 1954, șefii armatei din Guatemala au decis să ignore autoritatea lui Árbenz și să-i ceară demisia. Árbenz și-a chemat cabinetul pentru a explica că armata se afla în rebeliune și apoi și-a anunțat demisia în fața poporului din Guatemala. 

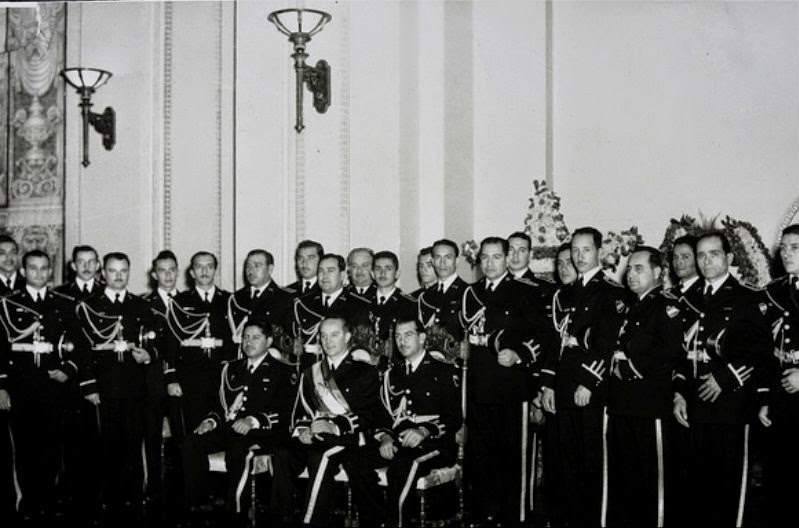
În prim plan, Jacobo Árbenz.

În timpul acestor evenimente, Hilda Gadea a fost arestată și Ernesto Guevara s-a refugiat în ambasada Argentinei unde a fost inclus în rândul refugiaților comuniști. 
Pellecer, Carlos Manuel: agent infiltrat al CIA în Partidul Muncitoresc din Guatemala (PGT) și în mișcările comuniste în Ciudad de México. După ce a lucrat pentru CIA, s-a îndepărtat de comuniști. Nume de cod: "LINLUCK.  
 Demisia sa neobișnuită și bruscă este încă studiată.                             La urma urmei, mai mulți istorici au arătat că grupul mercenar Castillo Armas (cod CIA: "Calligeris") nu a prezentat niciodată un pericol real și că Árbenz chiar a avut un spion infiltrat care l-a informat despre cele mai mici detalii despre progresele militare mercenare.                                         În același timp, agenții CIA din Guatemala au anunțat ineficiența tacticii lor și au acceptat imposibilitatea de a-l învinge pe Árbenz. Pe de altă parte, armata din Guatemala a fost la fel de împărțită precum fusese din 1944, și presupusul ultimatum prezentat de militari lui Árbenz, după cum menționează Gleijeses, Schlesinger și Kinzer, pare că nu a existat niciodată, conform și mărturiei lui Elfego Monzón, unul dintre presupușii semnatari ai documentului. În cuvintele lui E. Howard Hunt, demisia lui Árbenz este ceva care va rămâne „între el, soția sa și Dumnezeu”. 
María Cristina Vilanova, în memoriile sale, sugerează că motivul demisiei lui Árbenz a fost că armata Statelor Unite pregătea o invazie militară împotriva Guatemalei.             Acest lucru este menționat după ce a menționat că nimeni nu a sprijinit guvernul Árbenz în timpul crizei și acuză practic toată Guatemala de pasivitate și complicitate cu încercarea de a răsturna sistemul democratic.                                     La rândul său, partenerul lui Árbenz în exil, Carlos Manuel Pellecer - care odată cu declasificarea documentelor CIA în 1992 a fost dovedit ca agent CIA cu pseudonimul „Inluck” sau „Linluck”-, el a declarat că demisia lui Árbenz s-ar fi datorat faptului că, în iunie 1954, ar fi aflat că soția sa - care era singura mare dragoste a vieții sale și cel mai de încredere sprijin psihologic - avea un iubit, fapt care l-ar fi demoralizat.                                                                                 Președintele însuși nu a publicat niciodată nimic despre asta; José Manuel Fortuny nu este clar în a relata ce s-a întâmplat; nici alte memorii, precum cele ale lui Alfonso Bauer Paiz și ale lui Paz Tejada, nu explică căderea președintelui.

## Umilire, exil și ostracizare

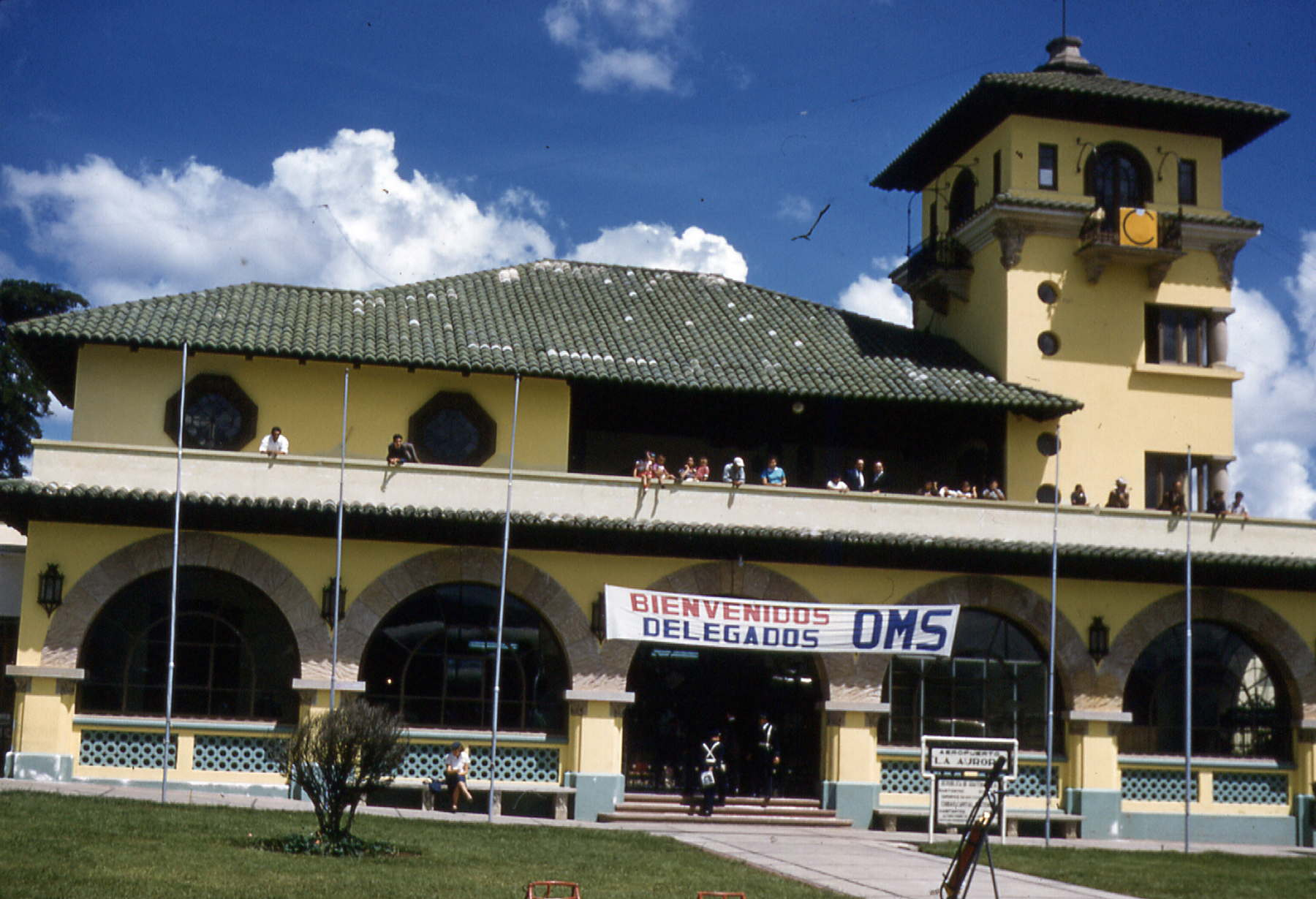
Terminalul aerian al Aeroportului Internațional La Aurora din 1954. Colonelul Árbenz și familia sa au plecat în exil în Mexic; înainte de a pleca, autoritățile liberaționiste l-au umilit, forțându-l să se dezbrace în fața camerelor reporterilor pentru a verifica dacă nu avea bijuteriile pe care le-a achiziționat pentru soția sa din New York.

După demisia lui Árbenz, familia sa s-a refugiat la Ambasada Mexicului, unde a stat 73 de zile;  atunci, când i s-a permis să plece, a fost umilit public în aeroport, noile autorități obligându-l să se dezbrace în fața camerelor de filmat ale jurnaliștilor, sub pretextul că purta bijuterii pe care le cumpărase soției sale María Cristina Vilanova în magazinul de bijuterii din Tiffany. din New York, folosind fonduri de la președinție. 
După o scurtă ședere în Mexic, fostul președinte și familia sa au plecat în Canada, unde și-au luat fiica cea mai mare, Arabella, și apoi au continuat în Europa, unde au ajuns în Olanda și apoi cu mașina în Elveția, țara de origine a tatălui său.                                                                                         Árbenz a completat formularele solicitate de guvernul elvețian, dar autoritățile elvețiene i-au cerut să renunțe la naționalitatea guatemaleză, pentru a-l împiedica să își desfășoare activitățile politice din Elveția, organizând rezistența. Árbenz nu a acceptat această cerere, pentru că, în opinia sa, acel gest ar fi marcat sfârșitul carierei sale politice. Dar nu a putut beneficia de azil politic, deoarece Elveția nu ratificase încă Convenția Înaltului Comisariat pentru Refugiați al ONU, nou creat în 1951 ( UNHCR ), acordul fusese conceput inclusiv pentru protejarea refugiaților din țările lagărului comunist.